# Västergötlands museum
Västergötlands museum er et museum i Skara i Västergötland. Det drives af Västra Götalandsregionen for Stiftelsen Västergötlands museum. Der vises blandt andet flere af fröslundaskjoldene. Det er tolv skjolde fra offerfund fra bronzealderen, der blev fundet på Kållandsö 1985. Museet har også en permanent udstilling, som viser Skara i middelalderen. Et frilandsmuseum – Fornbyn – hører også til museet.
Det første museum med det nuværende navn åbnede 1865. Den nuværende museumsbygning blev  opført i 1919. Fra 1978 til 1999 hed det Skaraborgs länsmuseum. Museumsbygningen opførtes efter et projekt af arkitekten Charles Lindholm.